# Тетрарх
Тетрарх (грч. Τετραρχ) је грчка реч која означава једног од четири цара у оквиру владавине тетрархије, односно четворовлашћа.
Први пут ова титула је уведена за време Диоклецијана (284. п. н. е. — 305. п. н. е.), првог цара у доба домината, на његову иницијативу, јер више није било могуће управљати царством из једног центра. Тетрархија је заједничка владавина 4 владара (2 августа и 2 цезара). Овај облик поделе и реформе владавине имао је и за циљ да предупреди хаотични период пре тога, јер је често долазило до тога да генерал убије цара и преузме престо, па се тежило томе да се уклоне политичке потешкоће са којима се царство борило. Тако би се сваки лидер налазио на другом месту и сваки би поседовао одређену моћ, па смрт једног од тетрарха не би значила промену у управљању. Овакав начин стварања императора и њихових наследника заобишао је потребу за одобрењем од стране Сената и блокирао моћ војске да уздигну своје популарне генерале. Диоклецијанов савладар је био Максимијан, а партнери-цезари су били Галерије и Констанције Хлор. Престоница Диоклецијана је била Никомедија у Малој Азији, Максимијана — Милано, Галеријева — Сирмијум а Констанција Хлора — Тријер на Рајни.
Тетрархија је укинута 313. године н. е. јер је избио грађански рат између августа Константина Великог и Лицинија, када је Константин постао једини владар.